# Blackwater (rzeka w Essex)
Blackwater – rzeka w hrabstwie Essex w Anglii. Wpływa do Morza Północnego przy wyspie Mersea. Częściowo skanalizowana, żeglowna. Pod koniec biegu tworzy rozległe estuarium. Na rzece jest wyspa Osea. Przepływa przez Braintree, Bradwell, Coggeshall, Witham i Heybridge. Jej dopływami są rzeki Brain i Chelmer.

## Bitwa pod Maldon
Jedna z najsłynniejszych bitew wikingów na terenach obecnej Wielkiej Brytanii – bitwa pod Maldon z 991 roku  prawdopodobnie miała miejsce u ujścia Blackwater pod dzisiejszym Heybridge. Zachował się zapis wiersza z początku XI wieku – „Bitwa pod Maldon”  opisujący wydarzenie. Broniący swojej ziemi Sasi zostali pokonani przez najeźdźców, jednak motywem przewodnim jest  ich heroizm i walka o wartości cenniejsze od życia. Fragment wiersza jest dewizą herbową znajdującego się nieopodal, w Colchester – Uniwersytetu Essex.